# Budynek przy ul. Mikołaja Kopernika 3 w Toruniu
Budynek przy ul. Mikołaja Kopernika 3 w Toruniu – dawna zbrojownia (arsenał), położona przy ulicy Mikołaja Kopernika w Toruniu. Budynek powstał w 1597 roku. W XX wieku znacznie przebudowany. Obecnie siedziba klubu muzycznego Lizard King. Figuruje w gminnej ewidencji zabytków (nr 411).